# رمث مكنسي
الرمث المكنسي (باللاتينية: Haloxylon scoparium) نوع نباتي ينتمي إلى جنس الرمث من الفصيلة القطيفية.

## الموئل والانتشار
موطنه بلاد الشام ومصر والمغرب العربي.

## مرادفات للاسم العلمي
- الحمَادة المفصلية (باللاتينية: Hammada articulata)